# Omorgus elevatus
Omorgus elevatus är en skalbaggsart som beskrevs av Edgar von Harold 1872. Omorgus elevatus ingår i släktet Omorgus och familjen knotbaggar. Inga underarter finns listade i Catalogue of Life.